# 4477 Келлі
(4477) 1983 SB (1983 SB, 1957 YE, 1973 SE2, 1976 KR2) — астероїд головного поясу.
Тіссеранів параметр щодо Юпітера — 3,631.